# Zenillia adamsoni
Zenillia adamsoni är en tvåvingeart som beskrevs av Thompson 1963. Zenillia adamsoni ingår i släktet Zenillia och familjen parasitflugor. Inga underarter finns listade i Catalogue of Life.